# Jaswojnie
Jaswojnie (lit. Josvainiai) – miasteczko na Litwie, położone w okręgu kowieńskim, w rejonie kiejdańskim, nad rzeką Szuszwą. Liczy 1545 mieszkańców (2001).

## Historia
Okolice Jaswojni były wielokrotnie pustoszone przez Krzyżaków w latach 1294-1376. Królewszczyzna Jaswojnie została oddana przez króla Zygmunta Augusta w dożywotnią dzierżawę Hieronimowi Kwileckiemu, a w 1571 przeszła na rzecz Stanisława Miłaszewskiego. Od 1626 Jaswojnie stanowiły własność Sapiehów, a następnie Aleksandra Massalskiego, który w 1643 odstąpił je Aleksandrowi Judyckiemu. Po jego śmierci majątek przeszedł na Szczyttów, a później na Syruciów.